# Kristo Dako
Kristo Dako (kɾistɔ dakɔ), az emigrációban használt nevén Christo Anastas Dako (Görice, 1876. december 24. – Tirana, 1941. december 16.) albán publicista, politikus, pedagógus, matematikus.
Az 1900-as évektől romániai, majd amerikai emigrációban szervezte az albán diaszpóra hazafias mozgalmát, több folyóirat szerkesztője, politikai publicisztikák és matematikai tankönyvek szerzője volt. 1921-ben néhány napig Albánia oktatásügyi minisztériumát vezette. Élete hátralévő részében a politika élvonalából visszahúzódva, felesége, Sevasti Qiriazi oldalán az albán oktatásügy fejlesztésén fáradozott, valamint I. Zogu albán király udvari történetírója volt.

## Életútja
A délkelet-albániai Görice (ma Korça) városában született. Tizenegy éves korában családja Romániába emigrált. Dako 1898-ban ott végezte el a gimnáziumot, majd 1902-ben matematikusi oklevelet szerzett a Bukaresti Egyetemen. Ezekben az években aktív részese volt a bukaresti albán kolónia hazafias társaságai, 1902-től a Shpresa (’Remény’), később a Dituria (’Tudás’) tevékenységének, rövid ideig börtönben is volt. Romániában vette feleségül Sevasti Qiriazit, az albán nőnevelés úttörő alakját, akivel később az Amerikai Egyesült Államokba telepedtek át, ahol Dako beiratkozott az Oberlin College bölcsészkarára. Dako és felesége gyakran hazalátogatott Albániába. 1909 szeptemberében részt vett az elbasani közművelődési tanácskozáson, amelynek döntése értelmében megalapították az első albán tannyelvű tanítóképző intézetet. Végül visszatért Amerikába, és 1913-ban befejezte tanulmányait az Oberlin College-ban. 1913. július 20-án Fan Nolitól átvette a Vatra Amerikai Összalbán Szövetség elnökségét, valamint a szervezet hetilapja, a Dielli (’A Nap’) szerkesztését. 1915-ben albán tannyelvű esti iskolát nyitott a massachusettsi Natickban, valamint elindította az Ylli i Mëngjësit (’Hajnalcsillag’) című folyóiratot, 1916-ban pedig Southbridge-ben a kérészéletű Biblioteka Zëri i Shqipërisë (’Albánia Hangja Könyvtár’) című lapot. Ebben az időszakban több politikatörténeti publicisztikát, valamint albán nyelvű matematikai tankönyveket írt.
Az első világháborút követően hazatértek Albániába. Dako Mihal Gramenóval 1918. július 20-án memorandumot intézett Woodrow Wilson amerikai elnökhöz, amelyben az albánok függetlenséghez való joga mellett érveltek, és felvázolták a Délnyugat-Balkán etnikai képét. 1921–1922-ben Dako az albán nemzetgyűlés haladó párti képviselőjeként politizált. Hasan Prishtina kérészéletű kormányában, 1921. december 7-e és 12-e között oktatásügyi miniszter volt.
Ezt követően visszavonult a politika élvonalából, és feleségével az oktatásügy fejlesztésének szentelték életüket. Erőfeszítéseiknek köszönhetően 1922. október 2-án a korábban Korçában működő Qiriazi-féle leánygimnázium újra megnyitotta kapuit Tiranában, öt évvel később, 1927 októberében pedig a főváros szomszédságában fekvő Kamzában felavatták az intézet új, korszerű iskolaépületét is. Emellett I. Zogu albán király felkérésére megírta az uralkodóról szóló, albánul és angolul egyaránt megjelent első életrajzi összefoglalást. Műkedvelőként szívesen foglalkozott történeti kérdésekkel, az albán nép pelaszg–illír eredetének egyik fő szószólója volt, a görög mitológia isteneinek nevét az albán nyelvből vezette le. Albánra fordította és 1935-ben kiadta Victor Hugo A nyomorultak című regényét (Të mjerët).
1941-ben, néhány nappal hatvanötödik születésnapja előtt hunyt el. Halálát követően családja sorsa rosszra fordult, 1944-ben a kommunista hatóságok ingatlanjaikat elkobozták, a Dako házaspár két fiát, Gjergj Dako sebészdoktort és Skënder Dako mérnököt bebörtönözték.

## Főbb művei
- Kristo Dako: Cilët janë Shqipëtarët (’Kik azok az albánok?’). Manastir: Shtypshkronja Tregëtare Nërkombëtare. 1911.   37 o.
- Kristo A. Dako: Arithmitikë praktike për shkollat a para (’Aritmetikai gyakorlatok alapiskolák számára’. Elbasan: Lef Nosi. 1911.   192 o.
- Kristo A. Dako: Mësime filltare të algjebrës elementare (’Az elemi algebra első lépései’). Korçë: Shtypshkronja Tregëtare Nërkombëtare. 1912.   94 o.
- Kristo A. Dako: Mësime e para të gjeometrisë elementare për shkollat filltare (’Az elemi geometria első lépései alapiskolák számára’). Manastir: Shtypshkronja Tregëtare Nërkombëtare. 1912.   75 o.
- Kristo A. Dako: Albania: The master key to the Near East. Boston: Grimes. 1919.   290 o.
- Kristo A. Dako: Mjeshtërija për të mësuarë gjuhën anglisht (’Az angol nyelv alapjai tanulók számára’). Boston: (kiadó nélkül). 1920.   95 o.
- Kristo A. Dako: Liga e Prizrenit: E para lëvizje kombtare për të mprojtur tërësinë toksore të Atdheut dhe për të fituar independencën e Shqipërisë shoqëruar me dokumenta zyrtare (A ’Prizreni Liga: A haza területi épségét védelmező, Albánia függetlenségéért küzdő első nemzeti mozgalom hivatalos iratok tükrében’). Bukuresht: Ateliers graphiques. 1922.   57 o.
- Kristo A. Dako: Shënime historike nga jeta dhe vepra e Nalt Madhërisë së Tij Zogu i Parë Mbreti Shqiptarvet (Történelmi jegyzetek őfelsége I. Zogu, az albánok királya életéről és munkásságáról’). Tiranë: Kristo Luarasi. 1937.   150 o.
- Christo A. Dako: Zogu, the first king of the Albanians: A sketch of his life and times. Tirana: Kristo Luarasi. 1937.   164 o.